# 肖克利二極體
肖克利二極體（英語：Shockley diode)，是一個四層半導體二極體，首批被發明的半導體元件之一；以其發明者物理學家威廉·肖克利名字命名。他是一個"PNPN"二極體。等效於沒有連接閘極的閘流體。
小信號肖克利二極體已不再生產，但是單向閘流體導通二極體，也就是反向開關二極體(dynistor)，使用於大電流電源裝置上的高速開關。

## 外部連結

肖克利二極體電路符號

- （英文）Shockley diode analysis （页面存档备份，存于）
- （英文）Shockley diode information （页面存档备份，存于）